# 物部多芸建麻呂
物部多芸 建麻呂（もののべ の たぎ の たけまろ／たてまろ／たけるまろ）は、奈良時代から平安時代初期にかけての官人・大工。氏は物部とも記される。姓は連。官位は外従五位下・造宮大工。

## 経歴
延暦3年（784年）平城京から長岡京に遷都されたのち、長岡京の造宮に造宮大工として参画し、延暦8年（789年）外従五位下に叙せられている。延暦13年（794年）平安京に遷都されると、延暦15年（796年）造宮大工に再任され、再び造宮事業に参画した。
その後も造宮大工を務め、延暦22年（803年）難波津から出航するも大雨と強風で破損した遣唐使船と破損した物品を調査するために、藤原貞嗣とともに現地に派遣されている。

## 官歴
『六国史』による。
- 時期不詳：正六位上。造宮大工（長岡京）
- 延暦8年（789年） 11月9日：外従五位下
- 延暦15年（796年） 7月9日：造宮大工（平安京）